# Cleantioides japonica
Cleantioides japonica är en kräftdjursart som först beskrevs av Richardson 1912.  Cleantioides japonica ingår i släktet Cleantioides och familjen Holognathidae. Inga underarter finns listade i Catalogue of Life.